# Asura polyspila
Asura polyspila là một loài bướm đêm thuộc phân họ Arctiinae, họ Erebidae.